# Isla Zug

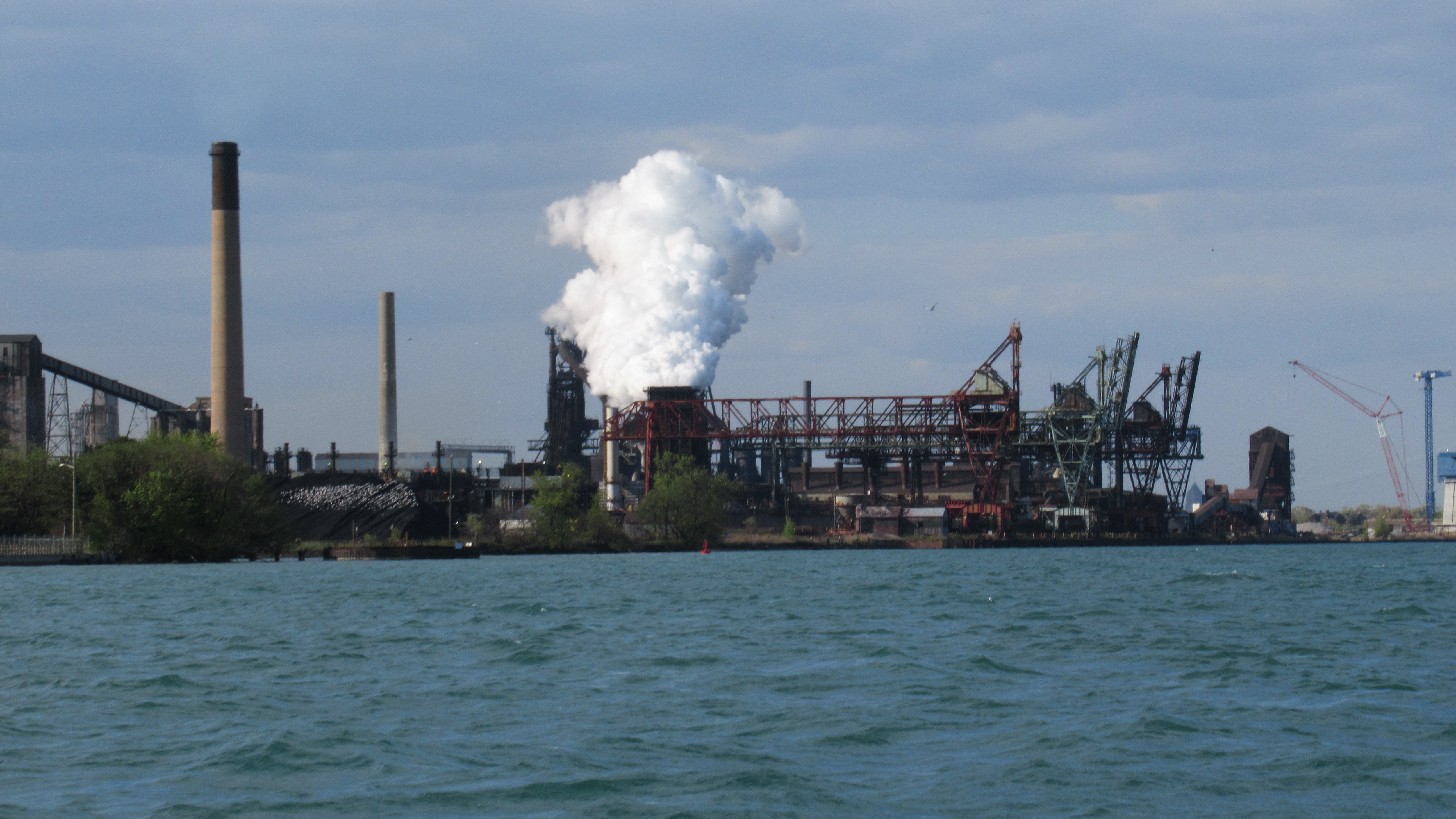
Isla Zug, vista desde el río Detroit en mayo de 2021

La isla Zug es una isla fuertemente industrializada de River Rouge, un suburbio de Detroit, la ciudad más poblada del estado de Míchigan (Estados Unidos). Está ubicado donde el río Rouge desemboca en el río Detroit. Esta no es una isla natural, sino que se formó cuando se cavó en una antigua península un canal de navegación para que los barcos evitaran los meandros del río Rouge.

## Historia
La isla Zug era una península llena de humedales en la desembocadura del río Rouge. Estaba deshabitada y sirvió como cementerio de nativos americanos durante miles de años. A la llegada de los europeos, la tierra se incorporó al municipio de Ecorse, formando su esquina noreste. Su propietario Samuel Zug fue uno de los fundadores del Partido Republicano y un abolicionista. Este llegó a Detroit desde el condado de Cumberland (en Pensilvania) en 1836 para hacer fortuna en la industria del mueble con el dinero que ganó como un contable. Poco después se asoció con el financiero detroitino Marcus Stevenson.
La Stevenson & Zug Furniture Company floreció hasta 1859 cuando Zug, para entonces un hombre rico, disolvió la sociedad. Decidió invertir en bienes raíces y en 1 km² de tierra pantanosa debajo de Fort Wayne desde la ciudad de Delray en 1876. Allí construyó una residencia, que abandonó por cuenta de la humedad.
En 1888, Zug permitió que River Rouge Improvement Company cortara un pequeño canal a través de la sección sur de su propiedad para conectar más directamente los ríos Rouge y Detroit. Este Canal de Atajo, como llegó a ser conocido, fue ampliado a principios de os años 1920 por Henry Ford para permitir que los barcos grandes naveguen más fácilmente hasta el Complejo Ford River Rouge. En 1891, Zug completó la transacción inmobiliaria más grande de la década: vendió su isla por 300 000 dólares a industrias que la querían como vertedero.
Zug se interesó en la política y se desempeñó como auditor del condado de Wayne bajo el gobierno del gobernador John J. Bagley. Murió en 1896 a los 80 años.

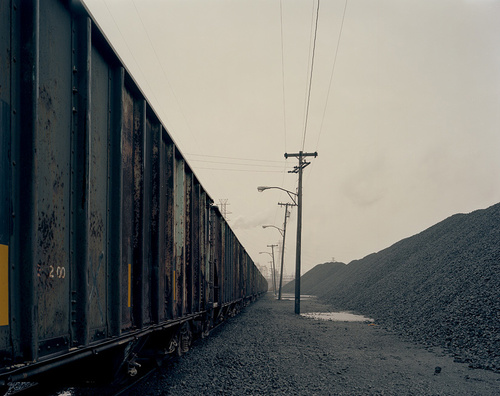
Tren de carbón, Isla Zug, 2009.

## Centro siderúrgico
Detroit Iron Works llevó la fabricación de hierro a la isla Zug en 1901 con la puesta en servicio de un alto horno construido en 1902. En 1904 la obra fue comprada por MA Hanna Company de Cleveland, Ohio, que construyó un segundo alto horno en 1909. En ese momento, los dos hornos de la isla eran, según se informa, los más grandes de su tipo en el mundo, y producían arrabio para empresas de fundición. La planta se expandió y pasó a formar parte de Great Lakes Steel Corporation a fines de 1931, convirtiéndose en un componente clave de una acería totalmente integrada y una división de la National Steel Corporation más grande. Se añadió un tercer alto horno a principios de 1938, mientras que los hornos existentes se reconstruyeron y ampliaron.
Cuando National Steel se declaró insolvente en 2003, la mayoría de las instalaciones de la isla fueron compradas, junto con el resto de lo que ahora se llama Great Lakes Works, por United States Steel, que actualmente opera la acería. La isla alberga las instalaciones de fabricación de hierro de la acería (la fabricación de acero y el procesamiento se encuentran en la planta principal, un par de millas al sur de la ciudad de Ecorse), que incluye 3 altos hornos (A, B y D) y áreas de almacenamiento de materias primas. Los barcos abastecen grandes muelles de mineral a lo largo de las costas norte (1 muelle) y este (3 muelle) de la isla y grandes campos de almacenamiento de carbón / coque / mineral a lo largo de las costas sur y oeste (Área B). La batería de coque número 5 ubicada allí, que alguna vez fue una parte integral del molino, es de propiedad independiente y es operada por EES Coke LLC, una compañía de DTE Energy. Delray Connecting Railroad, una empresa estadounidense de acero, también opera algunas instalaciones ferroviarias en la isla. Los puentes de vehículos y ferrocarriles secundarios (el Puente Giratorio) en la esquina suroeste de la isla también permiten el acceso al continente.
El hierro producido en la isla Zug se transporta en por ferrocarril hasta la acería en la planta principal, mientras que el coque de DTE se envía por ferrocarril para abastecer a los consumidores, principalmente ISG/Mittal, en el mercado metalúrgico comercial. Durante el pico de la industria, miles de trabajadores fueron empleados en la isla con un gran porcentaje de la comunidad río abajo apoyada por el productor de acero local. Hoy en día, unos cientos de personas trabajan en la isla con los trabajadores por hora de U. S. Steel representados por United Steelworkers Local 1299. En el otoño de 2008, U. S. Steel detuvo su producción debido a la recesión económica, pero reinició su producción en el otoño de 2009.
U. S. Steel anunció en diciembre de 2019 que para abril de 2020 dejaría inactivas la mayoría de sus operaciones en el área, incluidas todas sus operaciones en la isla Zug.

## Fauna silvestre
A pesar del paisaje industrial extremadamente desarrollado de la isla, las áreas a lo largo de las costas sur y oeste se dejan sin desarrollar para proporcionar un hábitat para la vida silvestre. Los zorros y los halcones peregrinos que alguna vez estuvieron en peligro de extinción, que frecuentan grandes estructuras al aire libre como las grúas pórtico en los muelles de mineral, prosperan en la isla y en alta mar. En el fondo del río Detroit hay un lecho artificial de cenizas de coque que sirve como un lugar de desove poco común para el esturión de lago, una especie amenazada. Menos deseables son las poblaciones considerables y, a veces, problemáticas de gaviotas, gatos salvajes y ratas.

## Impacto medioambiental

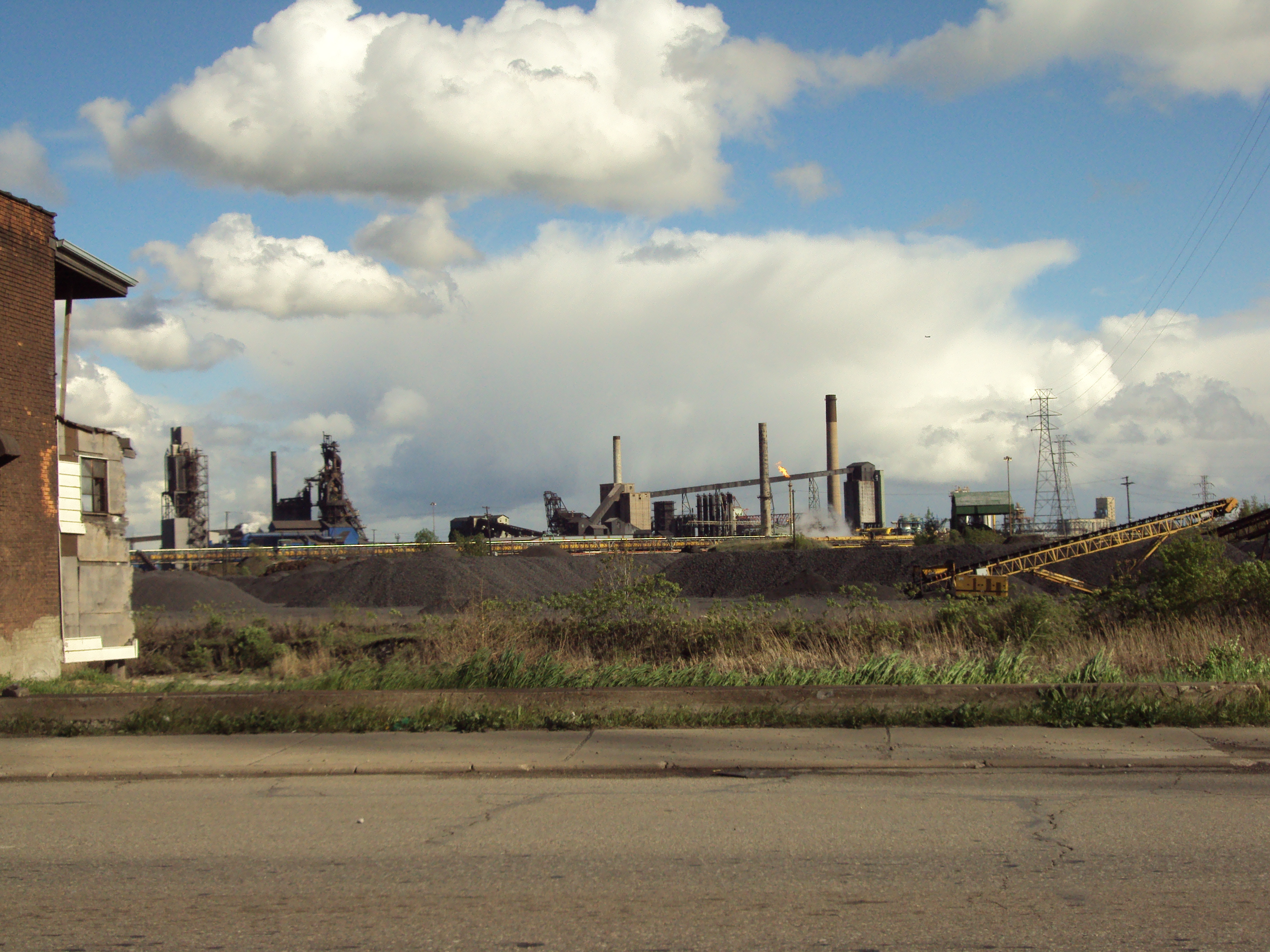
Vista de la isla Zug desde el barrio de Delray en Detroit.

Uno de los problemas más urgentes en los vecindarios que rodean la isla Zug es la mala calidad del aire. Según un artículo de la edición del 20 de enero de 2010 de Detroit Free Press, los vecindarios de la zona componen seis de los diez códigos postales más contaminados de Míchigan. En el artículo, los residentes citan muestras de calidad del aire que contienen plomo y altos niveles de metiletilcetona, un gran número de casos de cáncer y asma y malos olores con polvo "brillante" que deben eliminarse con limpiador de inodoros. Entrevistados por separado, los residentes del área dicen que los malos olores son lo suficientemente fuertes como para causar arcadas secas.

### Ruido y vibración
En 2011, el área de la isla Zug fue identificada por científicos canadienses y el Ministerio de Recursos Naturales de Ontario como la fuente de misteriosos retumbos y vibraciones, conocidos como El Zumbido, que han plagado a cientos de residentes del área con vibraciones cíclicas que, según los informes, se sienten en el suelo hasta a 80 km de distancia.
La ciudad de River Rouge informó en el Star que no puede permitirse gastar más dinero en investigar el zumbido. Afirman que el Ayuntamiento ya había gastado más de un millón de dólares para ayudar a Windsor y Ontario a encontrar la fuente del ruido. Sin embargo, dicen que probablemente provenga de las instalaciones de la acería en la isla.
En abril de 2013, un científico canadiense empleó medidores de nivel de sonido y una "matriz pentangular" portátil de cámaras y micrófonos para tratar de identificar con precisión la fuente del sonido, a fin de saber exactamente a quién pedirle que lo arregle.
Los resultados del estudio de 2013 se publicaron el 23 de mayo de 2014. Aunque los informes de noticias contemporáneos afirman que el estudio confirmó que la isla Zug era la fuente del zumbido, los hallazgos del informe en realidad afirman que "la fuente más probable del zumbido apunta bien al sur de la isla Zug. La mayor parte de nuestras observaciones de ambas estaciones no apoyan la hipótesis de que la fuente del Zumbido emana de la isla Zug ".
Los informes sobre el Zumbido cesaron después de que la planta de U. S. Steel en la isla Zug cesó sus operaciones en abril de 2020.

## Diverso
Debido a su ubicación y relativa seguridad, la isla está fuera del alcance del público en su mayor parte (las cámaras están prohibidas en las instalaciones por lo que las imágenes del área, excepto desde el exterior, son raras), existen muchas leyendas urbanas con respecto a la isla, los dos más populares son que la isla alberga una instalación correccional o prisión y que partes de la película RoboCop se filmaron allí (debido a su mención en la película como la ubicación). Ninguna de las afirmaciones es cierta ya que la isla no es la ubicación de ninguna instalación de aplicación de la ley o correccional. Las tomas de la acería en la película fueron filmadas en Monessen Works de la antigua Wheeling-Pittsburgh Steel Corp. en Pensilvania.
El SS Edmund Fitzgerald se dirigía a la isla Zug cuando naufragó en 1975.
En 2011, el autor de Detroit, Gregory Fournier, publicó su novela, Zug Island: A Detroit Riot Novel.
Zug Izland, una banda de rock con sede en Detroit en asociación con Insane Clown Posse, se nombraron a sí mismos en honor a la isla y describen su sonido como "Juggalo Rock". Los mismos ICP han hecho referencias a la isla Zug en sus canciones "The Shaggy Show", "In the Haughhh!" y "Amor tóxico".